# Condohotel

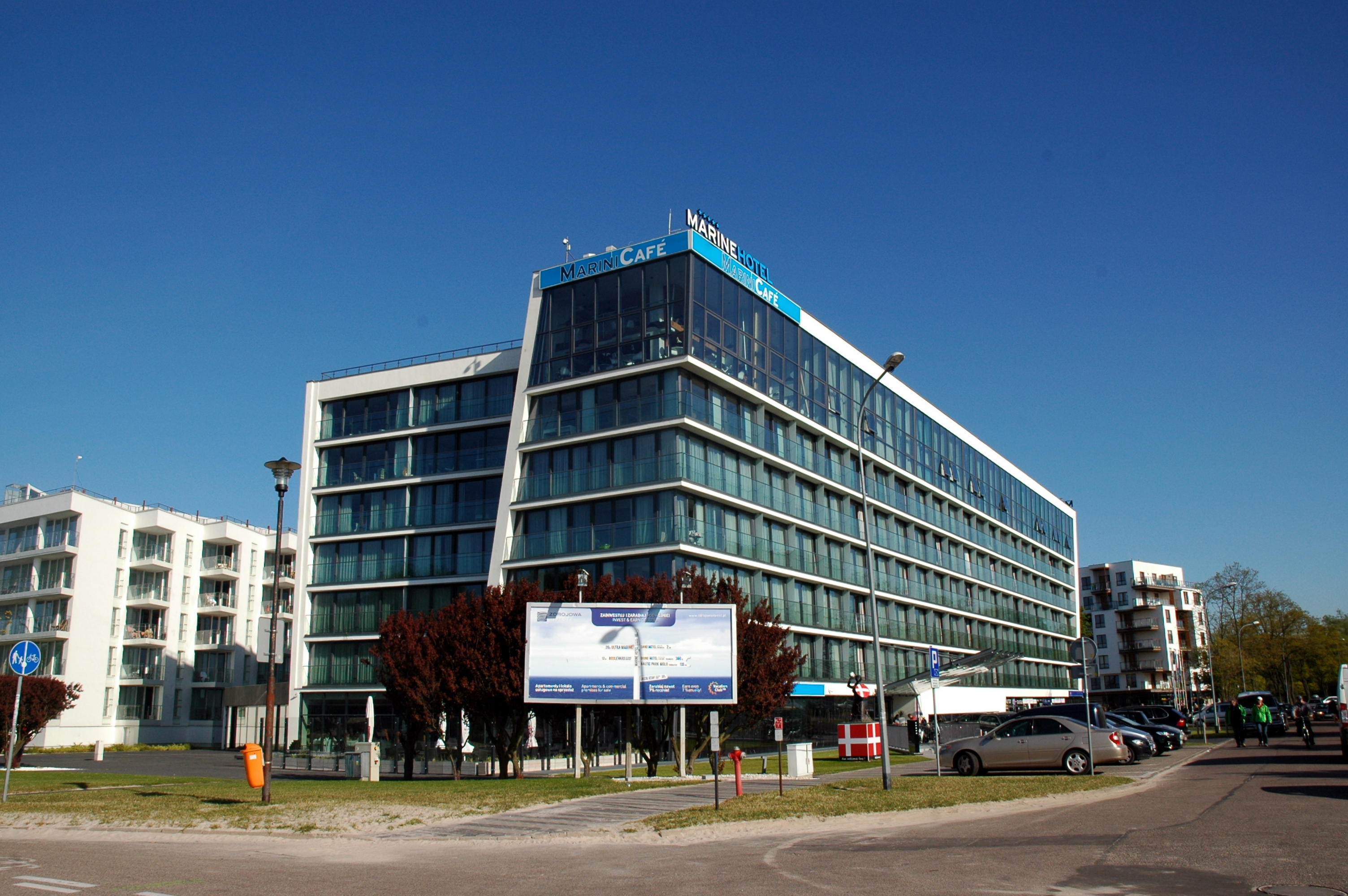
Marine Hotel w Kołobrzegu – obiekt typu condohotel

Condohotel, hotel condo – budynek stanowiący połączenie condominium (zbioru jednostek mieszkalnych) i hotelu. Najczęściej jest to obiekt z segmentu premium, kategoryzowany na 4-5 gwiazdek lub luksusowy tzw. holiday resort, czyli obiekt wakacyjny w miejscowości wypoczynkowej. Od typowego hotelu różni się sposobem użytkowania poszczególnych jednostek mieszkalnych oraz finansowania. Pierwsze konwersje w condo hotele miały miejsce w latach 50. w Miami Beach na Florydzie. Pierwsze od podstaw, jak słynne Shelborne, Casablanca czy Alexander, powstawały również tam w latach 80. W Polsce w połowie pierwszej dekady XXI w., jak Dom Zdrojowy w Jastarni, Sand Hotel czy Marine Hotel w Kołobrzegu.

## Funkcjonowanie
Deweloper buduje obiekt i sprzedaje poszczególne jednostki mieszkalne osobom fizycznym, przedsiębiorcom i innym podmiotom – to alternatywny sposób finansowania do kapitału własnego czy długu, na przykład kredytu bankowego. Następnie właściciel lokalu korzysta z niego na własne potrzeby. Stąd pod względem funkcjonalnym często przypominają klasyczne mieszkania – są większe i mają przyłącza lub aneksy kuchenne. Ma możliwość również wynajęcia lokalu bezpośrednio turystom, zewnętrznemu pośrednikowi lub operatorowi, który wypłaca mu czynsz na zasadzie określonego procenta wartości lokalu lub udziału w przychodach na rynku turystycznym. To właściciel decyduje o sposobie wykorzystania swojego lokalu i w każdym momencie może go zmienić. Na bazie jednostek i infrastruktury, jak restauracja czy spa & wellness, prowadzony jest hotel lub inny obiekt hotelarski.

## Aspekty prawne
Jednostki mieszkalne w budynku nie stanowią samodzielnych lokali mieszkalnych w rozumieniu ustawy z dnia 24 czerwca 1994 r. o własności lokali, są to zazwyczaj lokale klasyfikowane jako użytkowe. Nie istnieje więc możliwość zameldowania się w takim lokalu na stałe. Każdy lokal stanowi odrębną nieruchomość, na którą założona jest księga wieczysta. Dzięki temu każdy lokal stanowi odrębny przedmiot obrotu gospodarczego i może być obciążony hipoteką, co umożliwia zaciągnięcie przez właściciela kredytu mieszkaniowego. Ogół właścicieli, którzy posiadają lokale w budynku, tworzy wspólnotę mieszkaniową.

## Aspekty finansowe
Właściciele jednostek ponoszą wszelkie opłaty związane z utrzymaniem własności nieruchomości, to znaczy koszty utrzymania nieruchomości wspólnej, w tym fundusz remontowy, opłaty za wywóz nieczystości i odprowadzanie ścieków, opłaty za dostawę wody i ogrzewanie, często ochronę oraz podatek od nieruchomości. W przypadku wynajęcia jednostki mieszkalnej operatorowi często to on ponosi te koszty, zasadniczo oprócz podatku od nieruchomości za sam lokal. Wysokość tych opłat, mimo standardu i charakteru inwestycji, nie różni się od standardowych wysokości takich opłat ponoszonych przez właścicieli lokali umiejscowionych w tradycyjnych osiedlach mieszkaniowych.

## Rentowność inwestycji
Rentowność inwestycji w condohotele może kształtować się na poziomie 5–8% w skali roku w zależności od lokalizacji i typu hotelu. Od tej sumy należy odjąć podatek od nieruchomości, jaki zobowiązany jest opłacać właściciel oraz ubezpieczenie apartamentu. Obecnie coraz częściej pojawiają się artykuły prasowe, które bardziej krytycznie oceniają tę formę inwestycji.